# Sean Couturier
Sean Couturier (ur. 7 grudnia 1992 w Phoenix) – kanadyjsko–amerykański hokeista występujący na pozycji środkowego napastnika w Philadelphia Flyers z National Hockey League (NHL). Reprezentant Kanady.

## Kariera
Sean Couturier urodził się w Phoenix w Arizonie, gdy jego ojciec Sylvain Couturier występował w zespole Phoenix Roadrunners w International Hockey League (IHL). Został wybrany przez Philadelphia Flyers z 8. numerem w 1. rundzie NHL Entry Draft 2011. We wrześniu 2011 strony uzgodniły warunki pierwszego kontraktu zawodnika w NHL.

## Statystyki

### Sezon zasadniczy i play-off
| 2007–08   | Notre Dame Midget Hounds | SMHL      | 40  | 19  | 37  | 56  | 32  | 10 | 3  | 8 | 11 | 10 |
| 2008–09   | Drummondville Voltigeurs | QMJHL     | 58  | 9   | 22  | 31  | 24  | 19 | 1  | 7 | 8  | 8  |
| 2009–10   | Drummondville Voltigeurs | QMJHL     | 68  | 41  | 55  | 96  | 47  | 14 | 10 | 8 | 18 | 18 |
| 2010–11   | Drummondville Voltigeurs | QMJHL     | 58  | 36  | 60  | 96  | 36  | 10 | 6  | 5 | 11 | 14 |
| 2011–12   | Philadelphia Flyers      | NHL       | 77  | 13  | 14  | 27  | 14  | 11 | 3  | 1 | 4  | 2  |
| 2012–13   | Adirondack Phantoms      | AHL       | 31  | 10  | 18  | 28  | 16  | —  | —  | — | —  | —  |
| 2012–13   | Philadelphia Flyers      | NHL       | 46  | 4   | 11  | 15  | 10  | —  | —  | — | —  | —  |
| 2013–14   | Philadelphia Flyers      | NHL       | 82  | 13  | 26  | 39  | 45  | 7  | 0  | 0 | 0  | 6  |
| 2014–15   | Philadelphia Flyers      | NHL       | 82  | 15  | 22  | 37  | 28  | —  | —  | — | —  | —  |
| 2015–16   | Philadelphia Flyers      | NHL       | 63  | 11  | 28  | 39  | 30  | 1  | 0  | 0 | 0  | 0  |
| 2016–17   | Philadelphia Flyers      | NHL       | 66  | 14  | 20  | 34  | 33  | —  | —  | — | —  | —  |
| 2017–18   | Philadelphia Flyers      | NHL       | 82  | 31  | 45  | 76  | 31  | 5  | 5  | 4 | 9  | 2  |
| NHL razem | NHL razem                | NHL razem | 498 | 101 | 166 | 267 | 191 | 24 | 8  | 5 | 13 | 10 |

### Międzynarodowe
| Rok              | Drużyna            | Turniej          | Wynik            | M  | G | A | Pkt | Min |
| ---------------- | ------------------ | ---------------- | ---------------- | -- | - | - | --- | --- |
| 2008             | Canada Atlantic    | U17              | 8                | 5  | 0 | 1 | 1   | 2   |
| 2009             | Canada Atlantic    | U17              | 9                | 5  | 5 | 4 | 9   | 4   |
| 2011             | Kanada             | MŚ U20           | 1st              | 7  | 2 | 1 | 3   | 0   |
| 2015             | Kanada             | MŚ               | 1st              | 10 | 3 | 3 | 6   | 2   |
| 2016             | Team North America | PŚ               | 5                | 3  | 0 | 0 | 0   | 0   |
| 2017             | Kanada             | MŚ               | 1st              | 8  | 1 | 1 | 2   | 2   |
| Juniorskie razem | Juniorskie razem   | Juniorskie razem | Juniorskie razem | 17 | 7 | 6 | 13  | 6   |
| Seniorskie razem | Seniorskie razem   | Seniorskie razem | Seniorskie razem | 21 | 4 | 4 | 8   | 4   |

## Sukcesy
Reprezentacyjne
- Złoty medal mistrzostw świata: 2015
- Srebrny medal mistrzostw świata: 2017, 2019